# Asmedia mimica
Asmedia mimica är en skalbaggsart som beskrevs av Cenek Podany 1968. Asmedia mimica ingår i släktet Asmedia och familjen långhorningar. Inga underarter finns listade.